# Sastragala
Sastragala (лат.) — род клопов из семейства древесных щитников.
Юго-Восточная Азия, Палеарктика и Австралазия.

## Описание
Длина тела около 1 см. От близких родов отличается следующими признаками: плечевые углы сильно или шипообразно выражены, у самца 7-й сегмент брюшка латерально с острыми углами; мезостернальный гребень в передней части достигает вершины торакса. Sastragala можно отличить от Acanthosoma по отчётливому, приподнятому переднему воротнику, задний край которого ограничен поперечной бороздой; острому заднелатеральному углу вентрита VII самца; генитальной капсуле, относительно небольшой по отношению к прегенитальному брюшку, круглой или подпрямоугольной в заднем виде, неизменно лишенной задних выступов; неизменному отсутствию органов Пендерграста (вторичная потеря); и сильно изогнутому заднему краю вальвифера VIII самки. Фаллос исследованных видов Sastragala сходен с таковым Acanthosoma spp., но эндофаллический резервуар крупнее (занимает большую часть конъюнктивы), конъюнктивальные отростки крупнее (неравны по размеру с текой), направлены латерально, а эдеагус короткий, изогнутый, хлыстовидный, никогда не образующий витков. У большинства видов переднеспинка более или менее отчётливо двухцветная (задняя доля темнее), и у всех них на щитике имеется большая, непунктированная, обычно жёлтая центральная пятнистость (иногда сердцевидная или разбитая на пару субмедиальных пятен). Антенны 5-члениковые. Лапки состоят из двух сегментов. Щитик треугольный и достигает середины брюшка, голени без шипов.

## Классификация
В состав рода включают около 30 видов. Кумар (1974) признал Anaxandra и Sastragala младшими синонимами Acanthosoma, но это решение не было принято большинством последующих авторов (Hsiao & Liu 1977, Ahmad & Moizuddin 1985, 1990, Liu 1987, Liu & Wang 2004, Göllner-Scheiding 2006, Han & Liu 2010, Aukema et al.2013). Статус этих трёх родов нуждается в пересмотре.
- Sastragala binotata Distant, 1887
- Sastragala bipunctata Ahmad & Moizuddin, 1990[1]
- Sastragala edessoides Distant, 1900
- Sastragala esakii Hasegawa, 1959
- Sastragala guttamellis Breddin, 1903
- Sastragala guttasanguinis  Breddin, 1902
- Sastragala heterospila  (Walker, 1867)
  - = Acanthosoma heterospila Walker, 1867
  - = Sastragala affinis Atkinson, 1889
- Sastragala javanensis  Distant, 1887
- Sastragala kunmingensis  Liu, 1987[9]
- Sastragala modesta  Distant, 1918
- Sastragala mustelina  Distant, 1887
- Sastragala nigrolineata  (Stål, 1876)
  - = Anaxandra nigrolineata
  - = Anaxandra fulvicornis Distant, 1887
- Sastragala notata  (Dallas, 1851)
- Sastragala obtusispina  Stål, 1871
- Sastragala parmata  Distant, 1887
- Sastragala scutellata  (Scott, 1874)
  - = Acanthosoma scutellata
- Sastragala sigillata  (Stål, 1876)
  - = Anaxandra sigillata
- Sastragala smaragdina  Distant, 1903
- Sastragala spiculigera  Stål, 1871
- Sastragala subducta  (Stål, 1871)
- Sastragala tristicta  Breddin, 1901
- Sastragala uniguttata  (Donovan, 1801)
- Sastragala variolosa  (Westwood, 1837)
- Sastragala versicolor  Distant, 1910
- Sastragala yunnana  (Hsiao & Liu, 1977)[8][2]
  - = Anaxandra yunnana Hsiao & Liu, 1977